# Raasiku (obec)
Obec Raasiku (estonsky Raasiku vald) je samosprávná obec náležející do estonského kraje Harjumaa.

## Historie
Okolí obce bylo osídleno již v raném středověku a vzhledem ke své geografické situaci se území stávalo častým terčem skandinávských námořních útoků, a později germánských a pruských nájezdů po pevnině. Roku 1219 území ovládlo vojsko dánského krále, když v okolí Peningi svedlo vítěznou bitvu. Roku 1241 byl název Raasiku poprvé zaznamenán písemně v dánském rukopisu knihy Liber Census Daniae. Dvorec Kiviloo byl založen roku 1322, ale v estonské válce byl kompletně zničen.
Železniční stanice Raasiku byla v roce 1943 koncovou železniční stanicí transportu asi 1000 československých Židů z Terezína, z nichž asi 800 bylo zavražděno v místě zvaném Kalevi-Liiva, poblíž vesnice Jägala.

## Obyvatelstvo
V obci Raasiku žije pět tisíc obyvatel, z toho přes 40 % v městečku Aruküla, které je též správním centrem obce, a téměř 30 % v městečku Raasiku, podle něhož je obec pojmenována. K obci dále patří vesnice Härma, Igavere, Järsi, Kalesi, Kiviloo, Kulli, Kurgla, Mallavere, Peningi, Perila, Pikavere, Rätla a Tõhelgi.

## Charakter území
Obec Raasiku se rozkládá na území 159 km², vzdálenost nejsevernějšího a nejjižnějšího bodu je 19 km, vzdálenost nejvýchodnějšího a nejzápadnějšího 17 km. Území je tvořeno ze 41 % lesy, 32 % ornou půdou, 23 % přirozenými nezalesněnými plochami (zejména vřesovišti a loukami) a ze 2 % zástavbou a k ní bezprostředně náležejícími pozemky.

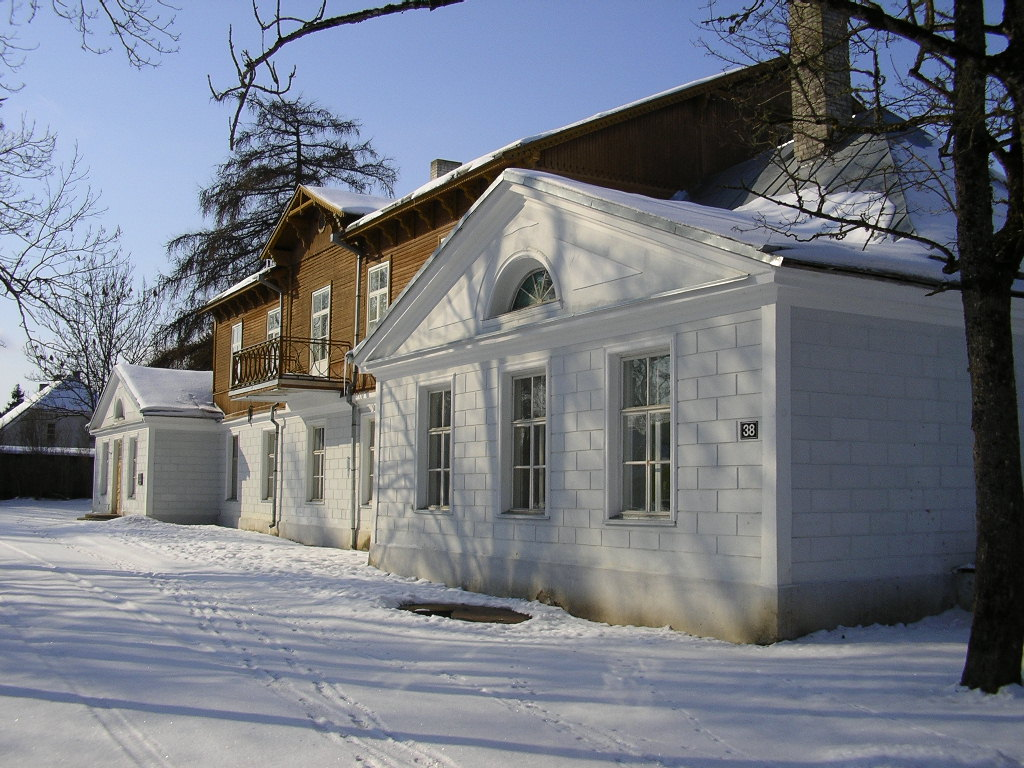
Aruküla
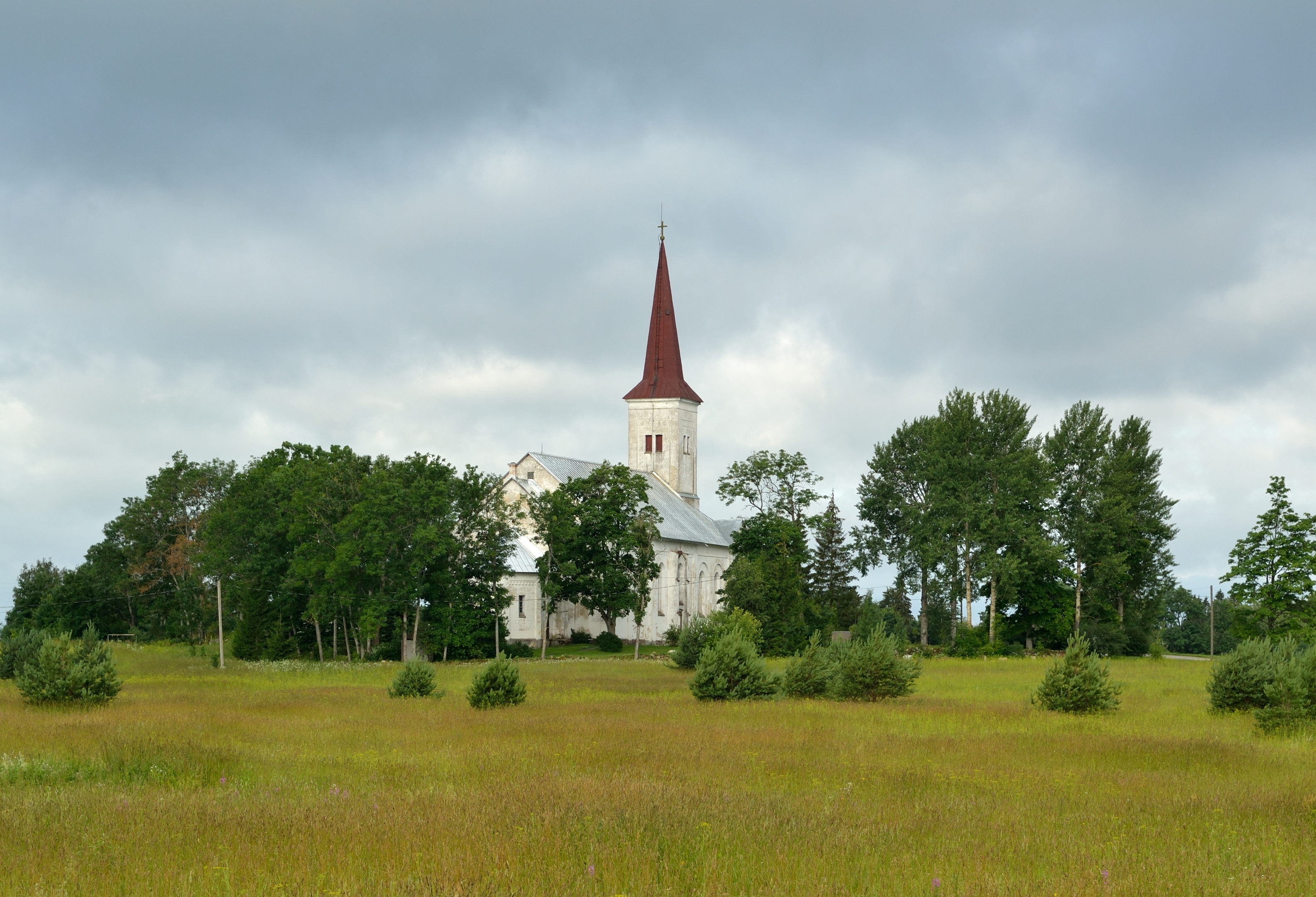
Raasiku
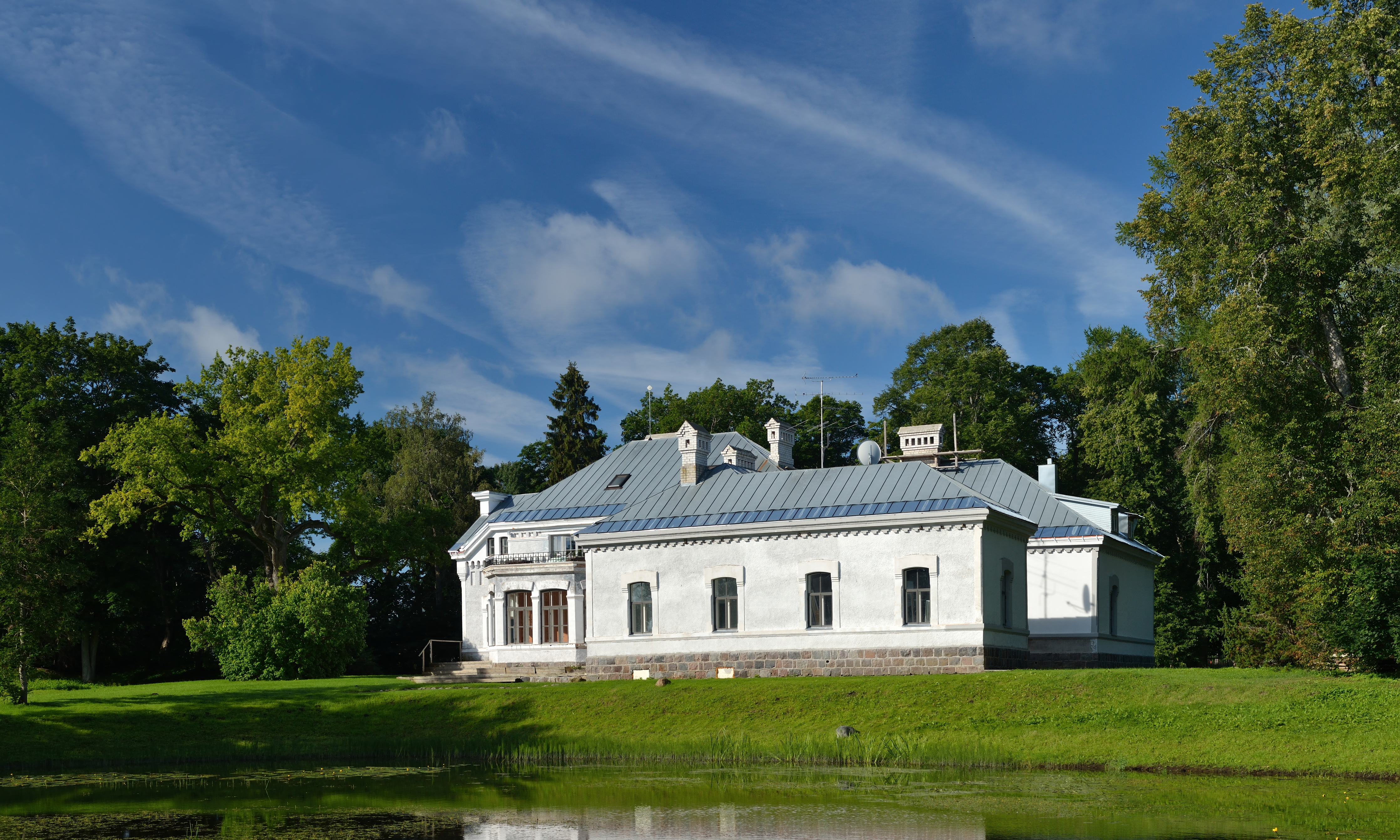
Kiviloo